# كرايغ داهل
كرايغ داهل (بالإنجليزية: Craig Dahl)‏ هو لاعب كرة قدم أمريكية أمريكي، ولد في 17 يونيو 1985 في مانكاتو في الولايات المتحدة.

## وصلات خارجية
- كرايغ داهل على موقع مرجع كرة القدم المحترفة.كوم (الإنجليزية)